# Dättlikon
Dättlikon este un oraș în Elveția.